# Merching
Merching este o comună din districtul Aichach-Friedberg, landul Bavaria, Germania.